# Dgali
Dgali (tiếng Ả Rập: الدغالي) là một ngôi làng Syria nằm ở Jisr al-Shughur Nahiyah ở huyện Jisr al-Shughur, Idlib. Theo Cục Thống kê Trung ương Syria (CBS), Dgali có dân số là 442 người trong cuộc điều tra dân số năm 2004.